# Aeroporto Regional do Oeste
Aeroporto Regional do Oeste, voorheen Aeroporto Coronel Adalberto Mendes da Silva, is een luchthaven nabij de Braziliaanse stad Cascavel, Paraná. Het vliegveld ligt ongeveer 8 kilometer ten zuidwesten van het centrum van de stad. Vanaf de luchthaven worden vluchten uitgevoerd binnen Brazilië.

## Geschiedenis
Aeroporto Regional do Oeste werd op 12 november 1977 geopend als Aeroporto Coronel Adalberto Mendes da Silva, deze naam werd begin 2023 gewijzigd naar de huidige naam. In 2020 werd tevens een nieuwe terminal geopend van 6018,38 m2 om zo meer passagiers te kunnen verwerken.

## Luchtvaartmaatschappijen en bestemmingen
Vanaf Aeroporto Regional do Oeste kan met de volgende luchtvaartmaatschappijen naar de volgende bestemmingen worden gevlogen (augustus 2024):
| Luchtvaartmaatschappij | Bestemmingen                                       |
| ---------------------- | -------------------------------------------------- |
| Azul                   | Campinas, Curitiba Seizoensgebonden: Maceió, Natal |
| GOL                    | São Paulo                                          |
| LATAM Brasil           | São Paulo                                          |
| Voepass                | São Paulo                                          |